# 아담스 패밀리

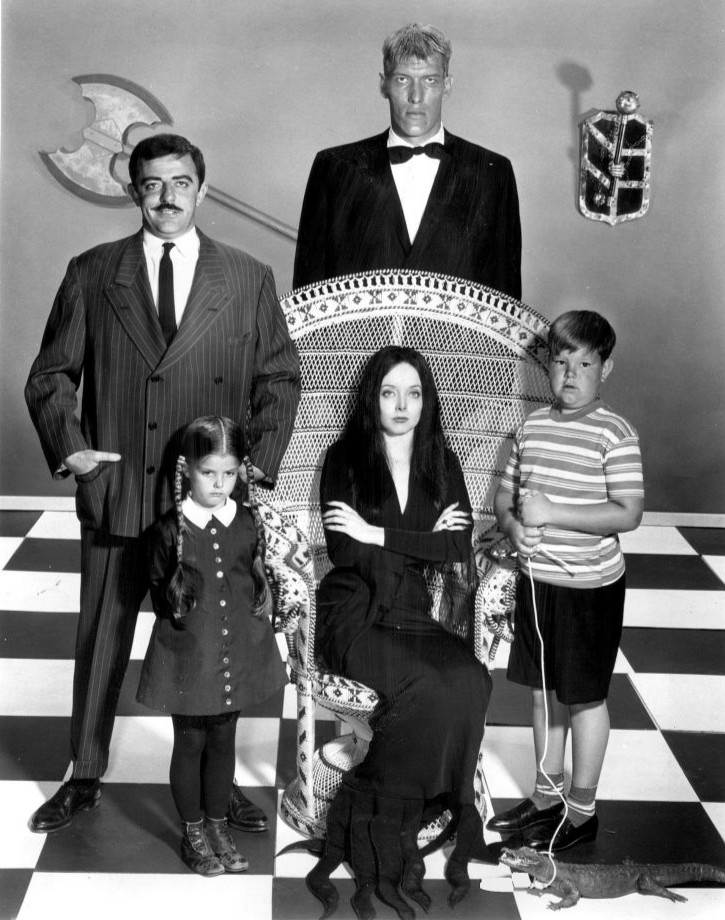

아담스 패밀리(영어: The Addams Family)는 1938년 미국의 만화가 찰스 애덤스가 창작한 가공의 가족이다. 첫 아담스 패밀리 만화는 1938년에 한 칸짜리 개그 만화로 출판되었다. 찰스 애덤스는 〈더 뉴요커〉에 정기적으로 기고하였으며 그때부터 1988년 그의 사망할때까지 약 1,300개의 만화를 그렸다. 이 중 58개는 애덤스 가족을 특징으로 했으며 거의 모든 것이 1940년대와 1950년대에 출판되었다.

## 각색

### 텔레비전 드라마
- 《아담스 패밀리》 (1964년)
- 《뉴 아담스 패밀리》 (1998년)
- 《웬즈데이》 (2022년)

### 텔레비전 애니메이션
- 《아담스 패밀리》 (1973년)
- 《아담스 패밀리》 (1992년)

### 영화
실사 영화
- 《아담스 패밀리》 (1991년)
- 《아담스 패밀리 2》 (1993년)
- 《아담스 패밀리 3》 (1998년)

애니메이션 영화
- 《아담스 패밀리》 (2019년)
- 《아담스 패밀리 2》 (2021년)